# Trouble du développement
 Mise en garde médicale
Un trouble du développement est un trouble qui survient lors d'une certaine étape avant la naissance et durant l'enfance, et retarde souvent le développement. Cela peut inclure un trouble psychologique ou physique.

## Définition
Les troubles de développement prennent leur origine dans la période prénatale, périnatale, ou le début de l’enfance et sont généralement l’expression d’un dysfonctionnement cérébral,. Les troubles du développement renvoient à un groupe de troubles hétérogènes et chroniques qui ont pour caractéristique de présenter des perturbations dans l’acquisition ou l’expression d'habiletés développementales. Ces habiletés développementales comprennent : la motricité fine et globale, le langage, les habiletés personnelles et sociales, la cognition et les activités de la vie quotidienne. Ces domaines ne sont pas complètement distincts ni mutuellement exclusifs. Généralement les pathologies les plus sévères sont identifiées plus tôt que les formes mineures et modérées, qui sont d'ailleurs plus fréquents. Les troubles de développement incluent la paralysie cérébrale, le retard de développement, le handicap mental, le trouble primaire du langage ou dysphasie, le trouble du spectre de l’autisme (TSA), le trouble du déficit de l'attention avec/sans et hyperactivité (TDA/H), les troubles d’apprentissage, le trouble d’acquisition de la coordination (TAC) ainsi que les anormalités génétiques et chromosomiques,. Puisque les troubles de développement résultent d’une dysfonction cérébrale, ils sont irréversibles et chroniques. Ils sont cependant non progressifs, ce qui implique que la cause sous-jacente n’est pas évolutive et que ces troubles ne mènent pas à la mort. Toutefois, l’aspect évolutif du développement fait en sorte que les manifestations des troubles ainsi que le portrait clinique de l’enfant — problèmes, besoins, comportements, etc. — changent à travers le temps .

## Distinguer retard et trouble
Il y a une distinction entre un retard de développement et un trouble de développement. Le délai ou le retard de développement est caractérisé par la présence d’une lenteur d’acquisition par rapport aux normes dans un ou plusieurs domaines de développement. L’entité «retard global de développement» constitue un diagnostic d’attente et est caractérisé par un retard significatif des acquisitions (2 écarts type sous la moyenne sur les tests de développement) dans au moins deux domaines du développement. Le retard de développement démontre un respect de la séquence de développement tandis que le trouble de développement est représenté par une désorganisation dans la séquence d’acquisition des habiletés développementales. Le trouble de développement peut s’exprimer sous deux formes différentes soient la dissociation et la déviance. On parle d’une dissociation lorsqu’il y a une différence entre les ratios de développement de plusieurs domaines, une étant significativement plus déficitaire que l’autre (ex : un enfant ayant la paralysie cérébrale qui démontre principalement des troubles moteurs et les atteintes dans les autres sphères sont moins prédominantes). La déviance correspond plutôt à un désordre dans la séquence d’acquisition des habiletés développementales dans un ou plusieurs domaines (ex : un enfant atteint d’un trouble du spectre de l’autisme qui démontre un langage expressif supérieur au langage réceptif),.

## Notions despectrumetcontinuum
Étant donné que les troubles de développement sont l’expression d’une dysfonction cérébrale qui n’affecte rarement qu’une seule région ou fonction isolée du cerveau, leurs signes et symptômes peuvent se manifester dans plusieurs domaines. Ce sont les notions de spectrum et de continuum qui sont évoquées ici.
Le spectrum des troubles de développement fait référence à une gradation en termes de sévérité des problèmes observés dans un domaine (ex. : spectrum des troubles neuromoteurs allant des formes modérées et mineures jusqu’à la paralysie cérébrale incapacitante).
Pour sa part, le continuum réfère à la notion de trouble primaire dans une sphère donnée avec des problèmes secondaires dans les autres sphères du développement. Ces notions appuient le fait que les troubles ne sont pas mutuellement exclusifs. Par exemple, un enfant ayant le diagnostic de paralysie cérébrale (atteinte primaire dans le domaine moteur) peut présenter des problèmes cognitifs, perceptuels ou encore de communication. Il est primordial de tenir compte de tous les problèmes de l’enfant afin de bien répondre à l’ensemble de ses besoins lors des interventions médicales et thérapeutiques.

## Épidémiologie
La prévalence des troubles de développement les plus communs varie légèrement selon les pays et les différentes sources. Dans les pays développés, 1,5 à 3 cas de paralysie cérébrale surviennent par 1 000 naissances.Pour leur part, les troubles du spectre de l’autisme (TSA) ont connu une augmentation importante d’incidence depuis les 10 dernières années. En effet, les Centres pour le contrôle et la prévention des maladies (Centers for Disease Control and Prevention, CDC) ont publié un rapport en mars 2012, fondé sur des données de 2008, qui statue le taux actuel de prévalence aux États-Unis à 11.3⁄1000 enfants. Cela représente une augmentation de 23 % par rapport à leur dernier rapport en 2009. Cette augmentation de la prévalence est due à plusieurs facteurs tels que la redéfinition des critères diagnostiques, la détection plus précoce et la plus grande connaissance de ces troubles. L’autisme et les autres troubles du spectre de l’autisme sont jusqu’à cinq fois plus commun chez les garçons (1/54) que chez les filles (1/252). En ce qui concerne la déficience intellectuelle, la prévalence de tous les niveaux confondus est de 10/1000 naissances. En ce qui concerne le trouble du déficit de l'attention avec/sans hyperactivité (TDA/H), la prévalence mondiale varie entre 3 et 18 %. Ce trouble a tendance à être diagnostiqué davantage chez les garçons.

### Guides
- Délégation interministérielle à la stratégie nationale pour l'autisme au sein des troubles du neuro-développement (mars 2020) Détecter les signes d’un développement inhabituel chez les enfants de moins de 7 an |url= https://handicap.gouv.fr/IMG/pdf/brochure_reperage_tnd_2020.janv.pdf